# Isla de Lys
Isla de Lys (en francés: Île du Lys) también conocida como Le Lys o Île du Lise es una de las Islas Gloriosas situada al noroeste de Madagascar. Actualmente es administrada por Francia.
La isla tiene una colina de arena prominente y una laguna de agua salada. Los árboles de la isla pueden crecer hasta 10 metros (33 pies) de altura.
Las golondrinas de mar (Onychoprion fuscatus) fueron vistas y fotografiadas en la isla en 1948.